# Larry Clark

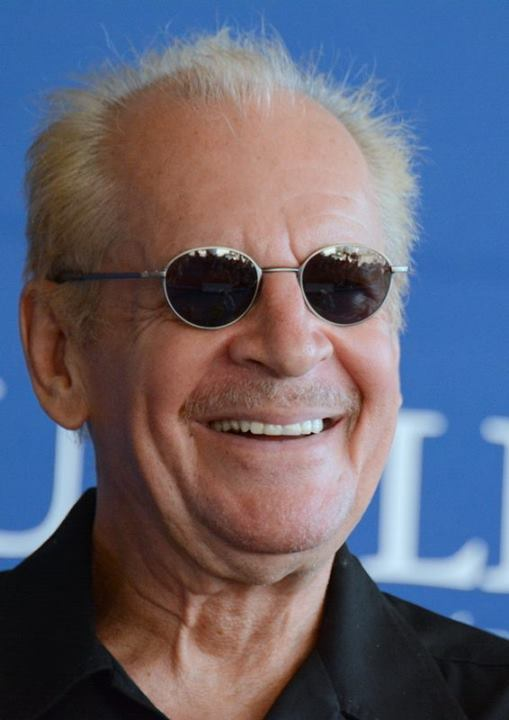
Larry Clark (2013)

Larry Clark (* 19. Januar 1943 in Tulsa, Oklahoma) ist ein US-amerikanischer Filmregisseur und Fotograf. Er lebt derzeit in New York City.

## Leben und Werk
Larry Clark begann als Assistent im Fotogeschäft seiner Mutter zu fotografieren, in dem er im Haustürgeschäft Kinder- und Babyfotos machte. 1961 begann er ein Studium in Commercial Photography an der Layton School of Art in Milwaukee. Von 1964 bis 1966 leistete er seinen Militärdienst ab und nahm dabei auch am Vietnamkrieg teil. Diese Erfahrung führte dazu, dass er den künstlerischen Ausdruck seiner Fotografie-Leidenschaft nach außen vermitteln wollte. In seinem ersten Fotoband Tulsa „dokumentierte – manche würden sagen, erfand –“ Clark 1971 die Drogenszene seiner Heimatstadt, lange bevor Nan Goldin oder Gus Van Sant nachzogen. Teenage Lust zeigt die Sexualität Jugendlicher in einer bis dahin unbekannten, ehrlichen Bildsprache. Der Fotoband The Perfect Childhood zeigt die neu heranwachsende Generation der Skater.
Clarks erster Film Kids hatte die Verbreitung von Aids zum Thema (Drehbuch von Harmony Korine); er zeigt Minderjährige beim Geschlechtsverkehr und erhielt in den USA keine Altersfreigabe für Jugendliche. Bully, von Sunfilm Entertainment Bully – Diese Kids schockten Amerika betitelt, ist eine Verfilmung des gleichnamigen Romans des amerikanischen Autors Jim Schutze. Der Film zeigt ein dokumentarisch-pessimistisches Bild einer abgestumpften, gelangweilten Generation von Jugendlichen, die außer Drogenexzessen und Sex nicht viel mit sich anzufangen weiß. Der Spielfilm Ken Park handelt vom Leben pubertierender Jugendlicher in einer kalifornischen Kleinstadt. Der Film kreist um die Themen Missbrauch, Gewalt und Entfremdung.

„Bully untersucht den komplizierten Kontext jugendlicher Killer, nicht um sie als ‚böse‘ zu betiteln, sondern um weite Fragen über soziale Verantwortlichkeit und ethische Definitionen aufzuwerfen. So gesehen greift der Film die Annahme von den ‚schlechten Jugendlichen‘ direkt an, und das sogar unter extremen Bedingungen“

In diesem Aufsatz bezieht sich Clark selbst auch auf „die Weise, wie wir in der Gesellschaft Jugendliche heute wahrnehmen.“ Die Zeitschrift Filmdienst zu Bully: „Larry Clark […] bleibt seinem Thema treu, wobei einmal mehr nicht klar wird, ob er als Aufklärer und Mahner oder als Provokateur verstanden werden will.“

## Fotobände
- 1971: Tulsa, Grove/Atlantic, 2. Auflage 2000, ISBN 978-0-8021-3748-7 (englisch)
- 1983/1992: Teenage Lust, Eigenverlag
- 1993: Die perfekte Kindheit. Scalo Verlag, Zürich/Berlin/New York City, ISBN 3-905080-41-9
  - 1995 The Perfect Childhood. Scalo, Zürich/Berlin/New York City, ISBN 978-3-931141-12-7
- 2008: Larry Clark, Groninger Museum, ISBN 978-90-71691-45-4

## Filmografie
- 1995: Kids
- 1998: Ein neuer Tag im Paradies (Another Day in Paradise)
- 2001: Bully – Diese Kids schockten Amerika (Bully)
- 2002: Ken Park
- 2002: Teenage Caveman (Fernsehfilm)
- 2005: Wassup Rockers
- 2006: Destricted
- 2012: Marfa Girl – Fucking Texas
- 2014: The Smell of Us
- 2018: Marfa Girl 2 – Fucking Texas Again

## Ausstellungen
- 1982: Larry Clark, Kunsthalle Basel; anschließen Frankfurter Kunstverein (mit Katalog)
- 1996: Larry Clark, Wiener Secession , Wien[8]
- 2008: Wanted: Helmut Newton, Larry Clark & Ralph Gibson. Museum für Fotografie, Berlin
- 2011: Larry Clark, Musée d’Art Moderne, Paris
- 2012: Larry Clark (für Menschen unter 18 Jahren nur in Begleitung eines Erwachsenen), C/O Berlin, Berlin
- 2014:  Larry Clark. Tulsa & Teenage Lust., Foam Fotografiemuseum Amsterdam[9]
- 2015: Larry Clark: they thought i were but i aren't anymore (ersten Ölgemälde), Galerie Karl Pfefferle, München